# الطريق الذي كنا عليه (فلم)
الطريق الذي كنا عليه (بالإنجليزية: The Way We Were) هو فيلم دراما تم إنتاجه في الولايات المتحدة وصدر في سنة 1973. الفيلم من إخراج سيدني بولاك.

## بطولة
- باربرا سترايساند
- روبرت ريدفورد

### ترشيحات وجوائز
| السنة | الحدث  | الفئة               | النتيجة  |
| ----- | ------ | ------------------- | -------- |
|       | أوسكار | أفضل موسيقى تصويرية | فـــــوز |

## الميزانية والإيرادات
بلغت تكلفة إنتاج الفيلم حوالي 15 مليون دولار بينما حقق أرباحا تقدر بـ 49,919,870 دولار.

## وصلات خارجية
- مقالات تستعمل روابط فنية بلا صلة مع ويكي بيانات